# Johann Christoph Neide
Johann Christoph Neide (Neid) (* 27. März 1681 in Wittenberg; † 5. März 1754 in Dresden) war ein deutscher Arzt, königlich-polnischer und kurfürstlich-sächsischer Hofrat und Leibarzt sowie Stifter.

## Familie
Johann Christoph Neide entstammte einer seit dem 16. Jahrhundert in Wittenberg nachweisbaren, evangelisch-lutherischen Fischerfamilie. Die Schreibweise des Familiennamens wechselte bis Anfang des 18. Jahrhunderts zwischen Nyden, Neiden, Neyde und Neid. Es dürfte sich um einen Herkunftsnamen in Bezug auf den gut 40 km von Wittenberg, nahe Torgau im Altarmgebiet der Elbe liegenden Ort Neiden (ältere Schreibweisen: Niden oder Neyden) handeln.
Seine Eltern waren der „Meister, Bürger und Fischer in der Fischereivorstadt zu Wittenberg“ Michael Neide (Neiden, Neyde) (getauft in Wittenberg am 24. September 1648; † unbekannt) und Maria Katharina, geb. Gerschner, Tochter des Christian Gerschner, Fischer und Bürger zu Wittenberg.
Johann Christoph Neide blieb unverheiratet und hatte keine Kinder.
Sein jüngerer Bruder Johann George I. Neyde (get. Wittenberg 16. Juni 1688; † unbekannt) war der Großvater von Johann Georg Christoph Neide.

## Biografie
Wie er in seiner Autobiografie selbst beschreibt, half er in seiner Jugend seinem Vater beim Fischen. Dieser schickte ihn im Jahr 1695 zur Ausbildung nach Magdeburg, wo er auch das Klavierspielen erlernte. 1699 kehrte er zur Aufnahme eines Jurastudiums nach Wittenberg zurück, wechselte dann aber in die Medizinische Fakultät. Seinen Unterhalt verdiente er sich mit Klavierspielen. Hierdurch kam er in Kontakt zu dem Medizinprofessor Christian Vater. Dieser ließ ihn kostenlos seine Vorlesungen hören, wofür Neide im Gegenzug dessen Kindern Klavierunterricht gab. Von 1705 bis 1708 war er Kandidat der Medizin und Apotheker in Schandau. Nach Wittenberg zurückgekehrt promovierte er 1708 bei Professor Sperling mit einer Schrift über den Husten (De Tussi).
Kurz darauf eröffnete er eine Arztpraxis in Dresden. Von 1712 bis 1716 war er Leibarzt des Statthalters Fürsten von Fürstenberg.
Neide wurde am 19. März 1727 von August dem Starken zum Leibarzt berufen. Nach dessen Tod 1733 war er in derselben Funktion für seinen Nachfolger August III. tätig. Im Jahr 1736 wurde er auf sein Bitten aus den Diensten entlassen.

## Neidesche Stiftung
Mit seinem am 23. März 1751 verfassten Testament verfügte Neide zwecks Unterstützung seiner evangelischen Glaubensbrüder die Verwendung seines Vermögens zur posthumen Errichtung einer Stiftung zugunsten Böhmischer Exulanten.

### Hintergrund
Nach der Schlacht am Weißen Berg kam es im Zuge der Rekatholisierung auch in Böhmen zu Repressalien gegen die überwiegend evangelische Bevölkerung, die u. a. nach Preußen und Sachsen auswanderte.
Kurfürst Johann Georg I. gestattete die Zuwanderung Böhmischer Exulanten auch nach Dresden und überließ ihnen das 5000 Acker große Gelände Auf dem Sande vor dem Schwarzen Thore.
Den Böhmen war gestattet, die hiervon weit entfernte Johanniskirche in der Pirnaischen Vorstadt für ihre Gottesdienste zu nutzen. In deren Nähe hatten sie eine Pfarrer- und Schullehrerwohnung nebst Schulstube eingerichtet.

### Neide’sches Gestift
Zu dem Nachlass gehörte ein Auf dem Sande gelegenes Gartengrundstück, das Neide der Böhmischen Gemeinde bereits zu Lebzeiten zur Nutzung überlassen hatte. Dort, also in der Nähe der Wohnplätze der böhmischen Einwanderer, wurde seinem letzten Willen entsprechend am 23. Januar 1787 ein neues Schulgebäude eingeweiht. In seinem Wohnhaus, dessen Lage nicht bekannt ist, wurden bedürftige Mitglieder der böhmischen Gemeinde versorgt.
Im Jahr 1822 fiel der Stiftung aus dem Nachlass des Finanz-Registrators Johann Gottfried Rasp ein Kapital von 1200 Talern zu (Raspe'sche Stiftung).
Die in dem nunmehr als Antonstadt bezeichneten Gebiet Dresdens gelegene Stiftsschule ging im Zuge der 1842 erfolgten Gründung eines Pädagogischen Vereins in einer Erziehungsanstalt auf.
Aufgrund der veränderten Lebensverhältnisse der Böhmen wurden auch nicht mehr nur Mitglieder der Böhmischen Gemeinde aus dem Stiftungsvermögen unterstützt.

## Sonstiges
Die Familie Neide führt seit 1747 ein Wappen, das ein silbernes, aus einer goldenen Helmkrone wachsendes Pferd darstellt, auf dem Helm das aus der Krone wachsende Pferd zwischen zwei Stierhörnern.
Das Wappen dürfte auf Johann Christoph Neide zurückzuführen sein, da keiner der familiären Zeitgenossen in annähernd engem Kontakt zu einem damals ein Wappen verleihenden fürstlichen Haus stand.